# Wilhelm Bungert
Wilhelm Paul Bungert (Mannheim, 1º aprile 1939) è un ex tennista tedesco.

## Carriera
Nel 1962 raggiunse il primo risultato importante nei tornei del Grande Slam, agli Australian Championships, l'accesso ai quarti di finale, ma venne sconfitto in quattro set da Bob Hewitt. Al Roland Garros dello stesso anno arrivò alla finale di doppio con il connazionale Christian Kuhnke ma ebbero la peggio contro gli australiani Roy Emerson e Neale Fraser.

Ancora meglio la sua avventura a Wimbledon: nel torneo londinese si fermò in semifinale nel 1963 (contro Chuck McKinley) e nel 1964 (contro Roy Emerson) mentre arrivò in finale nel 1967: venne sconfitto da John Newcombe in tre set.

Gareggiò per la Squadra tedesca di Coppa Davis in quattordici edizioni diverse ottenendo un record di 66 vittorie e 36 sconfitte.

Chiuse la carriera con cinque titoli in singolare e uno nel doppio.

## Statistiche

### Singolare

#### Vittorie (5)
| Nr. | Anno | Torneo                            | Superficie  | Avversario in finale | Risultato          |
| 1.  | 1964 | Torneo di Amburgo, Amburgo        | Terra rossa | Christian Kuhnke     | 0-6, 6-4, 7-5, 6-2 |
| 2.  | 1965 | Austrian Open, Kitzbühel          | Terra rossa |                      |                    |
| 3.  | 1966 | Austrian Open, Kitzbühel (2)      | Terra rossa |                      |                    |
| 4.  | 1967 | Leverkusen                        |             | Dick Crealy          | 6-3, 11-9          |
| 5.  | 1970 | Düsseldorf Grand Prix, Düsseldorf | Terra rossa | Christian Kuhnke     | 6–3, 6–0, 6–4      |